# Zhang Chutong
Zhang Chutong, née le 17 février 2003 à Jilin en Chine, est une patineuse chinoise, spécialiste de patinage de vitesse sur piste courte. Elle remporte une médaille de bronze aux Jeux olympiques d'hiver de 2022 à Pékin, en relais 3 000 mètres.

## Biographie
Zhang Chutong naît à Jilin dans la province du Jilin en Chine le 17 février 2003.
Elle pratique le patinage depuis 2011 et se spécialise en patinage de vitesse sur piste courte.
Qualifiée pour les Jeux olympiques d'hiver de 2022 à Pékin, Zhang Chutong participe au 1 000 mètres femmes, se qualifie pour les quarts de finale mais pas pour la demi-finale et termine 15e de cette discipline. Au relais 3 000 mètres en revanche, elle se qualifie pour la finale, termine troisième et obtient ainsi la médaille de bronze avec ses coéquipières,.